# Dix Infernal ~Scars of Sabbath~
Dix Infernal ~Scars of Sabbath~ es el segundo tour de la banda japonesa Moi dix Mois, y el primero grabado en DVD, tuvieron 11 citas en todo Japón.

## Listado de canciones
- Dix Infernal
- Glorie Dans Le Silence
- Night Breed
- Mad Ingrain
- Pessimiste
- Front Et Baiser
- Solitude
- Tentation
- Spiral
- Dialogue Symphonie
- Priere
- L'intêrieur Dix
- Detresse
- Ange
- Pageant
- Perish
- Vizard
- Forbidden
- La Dix Croix
- Dix Est Infini
- Ending

- Datos: Q5811841